# Струковский сельсовет
Струковский сельсовет — сельское поселение в Оренбургском районе Оренбургской области Российской Федерации.
Административный центр — село Струково.

## История
24 сентября 2004 года в соответствии с законом Оренбургской области № 1472/246-III-ОЗ образовано сельское поселение Струковский сельсовет, установлены границы муниципального образования.

## Население
| 2010 | 2012 | 2013 | 2014 | 2015 | 2016 | 2017 |
| ---- | ---- | ---- | ---- | ---- | ---- | ---- |
| 835  | ↘831 | ↘800 | ↘786 | ↗787 | ↗819 | ↘796 |
| 2018 | 2019 | 2020 | 2021 |      |      |      |
| ↘794 | ↘779 | ↘760 | ↘739 |      |      |      |

## Состав сельского поселения
| № | Населённый пункт | Тип населённого пункта       | Население |
| - | ---------------- | ---------------------------- | --------- |
| 1 | Репино           | село                         | 344       |
| 2 | Струково         | село, административный центр | 491       |